# Juan Valverde de Amusco
 Juan Valverde de Amusco (Amusco, Palencia, c.1525 – Roma, c.1587) fue un médico y anatomista español.

## Biografía
Graduado en humanidades por la Universidad de Valladolid; debido a las restricciones existentes en aquel entonces en España para las disecciones anatómicas, en 1542 se trasladó a Italia, donde estudió en Padua y Pisa con Realdo Colombo y en Roma con Bartolomeo Eustachio. Fue en Italia donde coincidió con los anatomistas españoles Rodríguez de Guevara, Pedro Jimeno y Bernardino Montaña de Monserrate. Ejerció la medicina en el hospital del Santo Spirito de Roma, ciudad en la que se estableció hasta su muerte y en la que ganó fama como médico reputado entre la nobleza.

## Obras

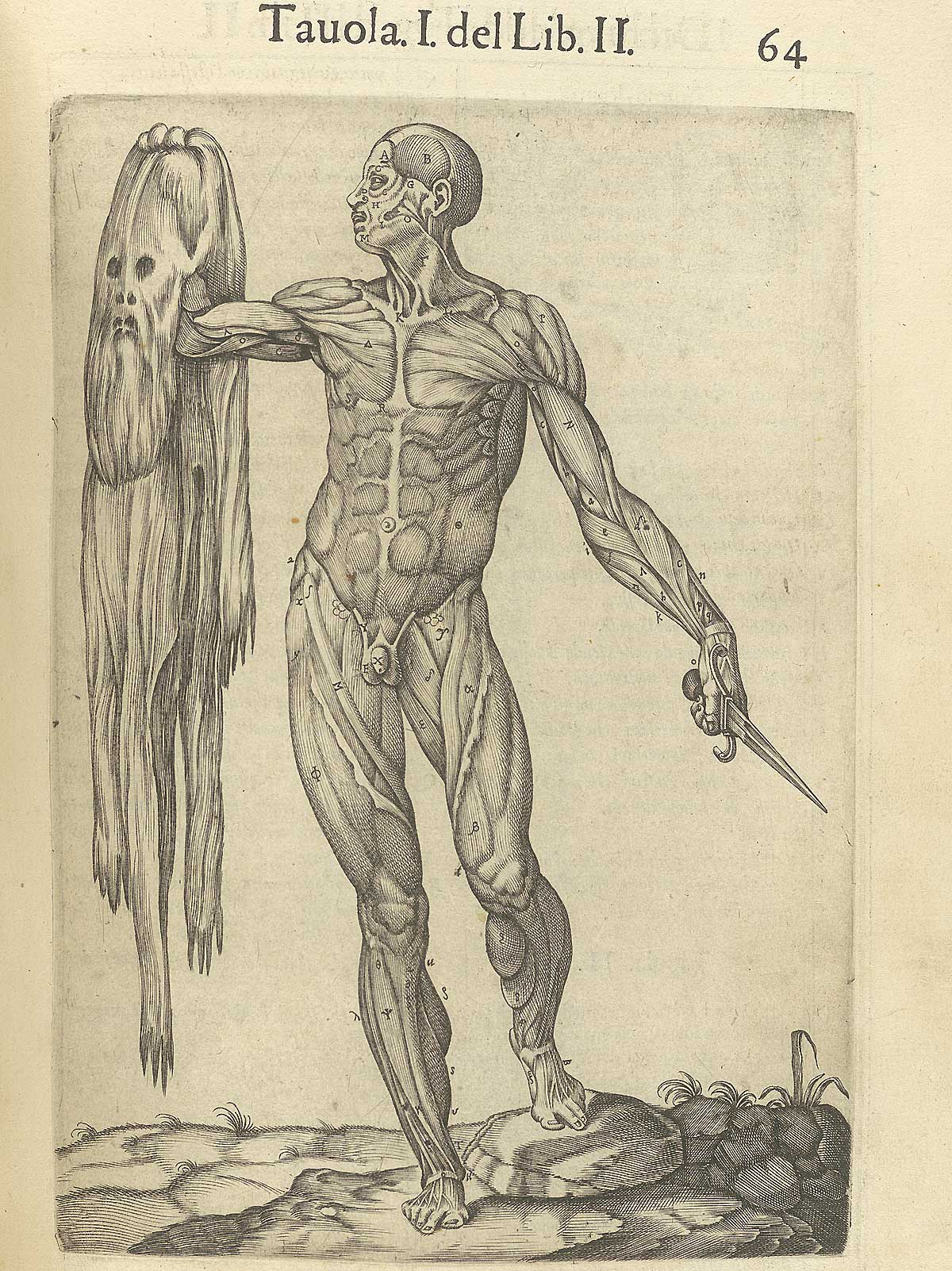
Grabado de Nicolas Béatrizet sobre dibujo atribuido a Gaspar Becerra para la Historia de la composición del cuerpo humano (Roma, 1556).

Su primer trabajo, De animi et corporis sanitate tuenda libellus, un tratado sobre higiene, alimentación y buenas costumbres, se publicó en París en 1552, dedicado al cardenal Girolamo Verallo.
Su trabajo más importante fue la Historia de la composición del cuerpo humano, tratado anatómico cuya primera edición se publicó en Roma en 1556, en castellano, a costa de los editores Antonio de Salamanca y Antonio Lafreri con dedicatoria a su protector, el cardenal español Juan Álvarez de Toledo, arzobispo de Santiago y Primer Inquisidor General de Roma. Fue uno de los textos sobre anatomía más profusamente leídos y editados en el Renacimiento. La mayor parte de las 42 láminas calcográficas son copias mejoradas del De humani corporis fabrica de 1543 de Andrés Vesalio, cosa que el propio Valverde reconoce en la dedicatoria del libro ("parecería invidia o malignidad no querer aprovecharme della"), a pesar de lo cual Vesalio, molesto por este hecho, le acusó de plagio y de no haber hecho nunca una disección anatómica por sí mismo.
Uno de los grabados más divulgados de Valverde (en la imagen) es la figura de un hombre sosteniendo en una mano su propia piel y en la otra un cuchillo, la cual se ha asemejado con la imagen de San Bartolomé en El Juicio Final de Miguel Ángel en la Capilla Sixtina.
Las ilustraciones se han atribuido a Gaspar Becerra y a Pedro de Rubiales, elogiado por el propio Valverde, y los grabados se deben a Nicolas Béatrizet, cuyas iniciales "NB" aparecen en dos estampas y en el retrato incorporado en la edición de 1589.